# Sherman Hamilton
Sherman Richard O'Neil Hamilton (Toronto, 23 aprile 1972) è un ex cestista canadese.

## Carriera
Con il Canada ha disputato i Giochi olimpici di Sydney 2000, due edizioni dei Campionati mondiali (1998, 2002) e quattro dei Campionati americani (1995, 1997, 1999, 2001).